# Station Park (Forfar)
Le Station Park est un stade de football construit en 1888 et situé à Forfar.
D'une capacité de 6 777 places dont 739 assises, il accueille les matches à domicile du Forfar Athletic, club écossais, membre de la Scottish Professional Football League.

## Histoire
Le Somerset Park a été construit en 1888 et est depuis le stade de l'équipe de Forfar Athletic. Depuis 2012, le club féminin de Forfar Farmington F.C. qui joue en Championnat d'Écosse de football féminin.
Une tribune a été ouverte en 1959, située sur le côté nord du terrain, et fait face à la terrasse couverte au sud. Le stade est célèbre pour vendre dans ses boutiques la spécialité culinaire locale, le Forfar bridie (en).
Un autre stade, celui du Nairn County (en) à Nairn, s'appelle aussi Station Park.

## Affluences
Le record d'affluence date du 2 février 1970, à l'occasion du match de Coupe d'Écosse entre Forfar Athletic et les Rangers, avec 10 780 spectateurs.
La capacité d'accueil a depuis été réduite pour atteindre 6 777 dont 739 assises.
Les moyennes de spectateurs des dernières saisons sont : 
- 2014-2015 : 735 (League One)
- 2013-2014 : 865 (League One)
- 2012-2013 : 539 (Division Two)

## Transports
Comme son nom l'indique, le stade était situé à proximité immédiate de la gare de Forfar (en) mais celle-ci a fermé en 1968. Depuis lors, les deux gares les plus proches, la gare de Dundee et la gare d'Arbroath (en), sont situées à environ 22 kilomètres, ce qui en fait, paradoxalement vu son nom, le deuxième stade d'un club de la Scottish Football League le plus éloigné d'une gare, après le Balmoor Stadium de Peterhead. 
Par route, le stade est rapidement accessible depuis l'A90 (en).